# Jean-Baptiste Roidot
Pour les articles homonymes, voir Roidot.
Pas d'image ? Cliquez ici

a Compétitions nationales et continentales officielles uniquement.

b Matchs officiels uniquement.
Dernière mise à jour le 30 août 2018.
Jean-Baptiste Roidot, né le 9 mars 1988, est un joueur français de rugby à XV évoluant au poste de deuxième ligne.

## Biographie
Formé à Bourgoin, il rejoint Biarritz en 2006, où il signe un contrat Espoir en 2008. Parallèlement, il poursuit des études de Droit à l'Université de Bayonne. Il dispute son premier match en Top 14 contre Bourgoin en août 2008.
En 2012, il rejoint Carcassonne, qui évolue en Pro D2, puis Agen deux saisons plus tard. Après être remonté en Top 14 avec le SUA, il revient à Carcassonne en 2016. En 2018, il rejoint Niort en Fédérale 1.

## Carrière

### En club
- Racing Club Chagny (1er club, en cadet Alamercery)
- CS Bourgoin-Jallieu
- 2006-2012 : Biarritz olympique
- 2012-2014 : US Carcassonne
- 2014-2016 : SU Agen
- 2016- : US Carcassonne
- 2018-: Niort rugby club

## Palmarès
- International -18 ans : Grand Chelem au Tournoi des 5 Nations, 4 sélections (Irlande, Écosse, Pays de Galles, Angleterre).
- Vainqueur de l'Amlin Cup en 2012 avec Biarritz
- Vainqueur de la finale de Pro D2 avec Agen contre Mont-de-Marsan en mai 2015